# Oleksandr Fedenko
Oleksandr Oleksandrovyč Fedenko (in ucraino Олександр Олександрович Феденко?; Kiev, 20 dicembre 1970) è un ex pistard e ciclista su strada ucraino.

## Palmarès

### Olimpiadi
- 1 medaglia:
  - 1 argento (Sydney 2000 nell'inseguimento a squadre)

### Mondiali
- 3 medaglie:
  - 2 ori (Bordeaux 1998 nell'inseguimento a squadre; Anversa 2001 nell'inseguimento a squadre)
  - 1 argento (Perth 1997 nell'inseguimento a squadre)